# 马尔基亚

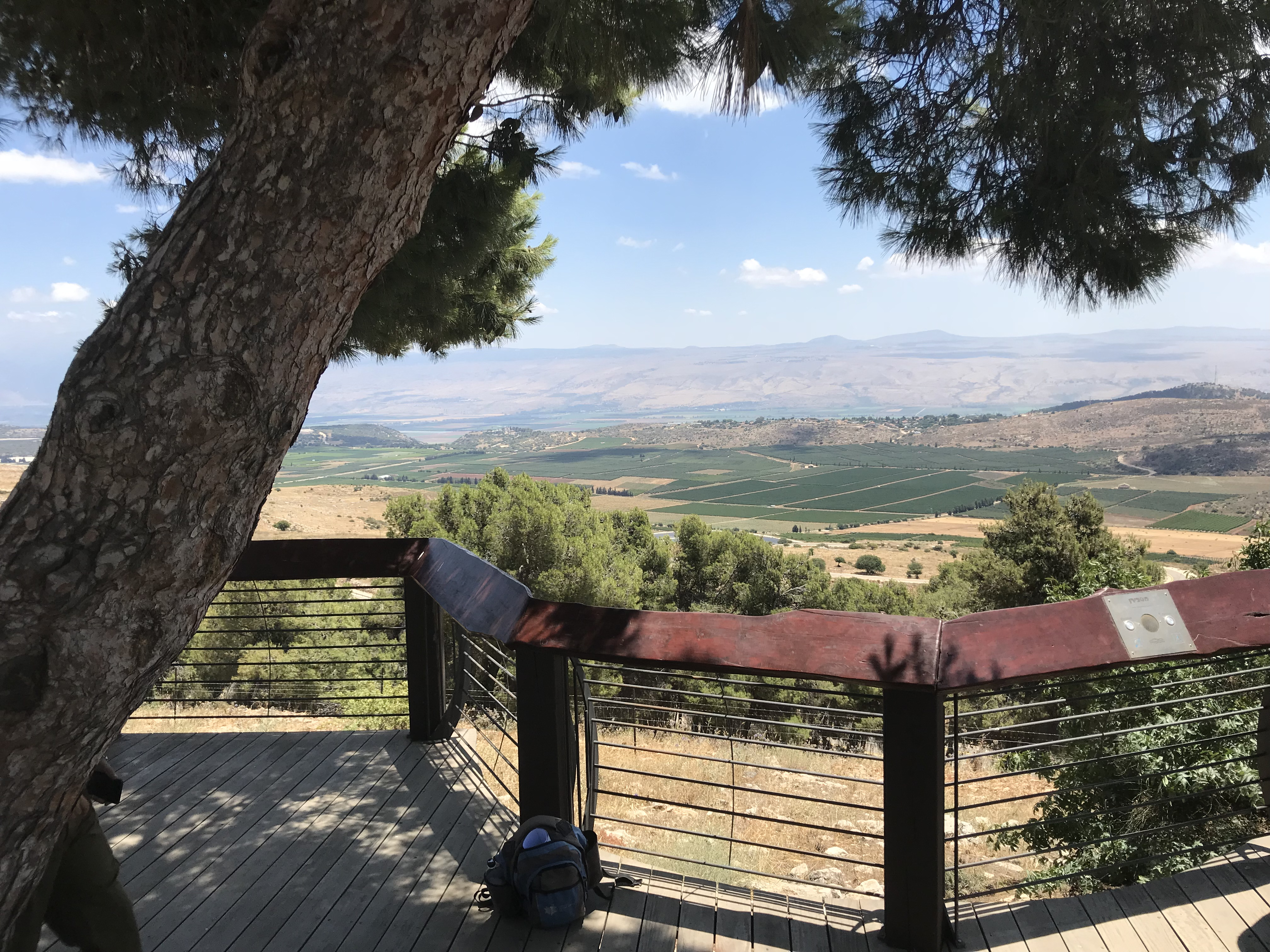
马尔基亚

马尔基亚（希伯來語：‎）是以色列北部的一个基布兹。该镇位于藍線和谢莫纳镇附近。 2021年，当地的人口为436。 
1949年3月，復員的六名前帕拉玛赫士兵建立了马尔基亚  。
以色列—哈馬斯戰爭期間，由於马尔基亚面临真主党和黎巴嫩境內的親巴勒斯坦武裝的攻击，當地的居民被疏散。 